# Maeota
Genre
Synonymes
- Poultonia Peckham & Peckham, 1901

Maeota est un genre d'araignées aranéomorphes de la famille des Salticidae.

## Distribution
Les espèces de ce genre se rencontrent en Amérique du Sud, au Panama et au Mexique.

## Liste des espèces
Selon World Spider Catalog (version 18.5, 11/01/2018) :
- Maeota betancuri Galvis, 2015
- Maeota dichrura Simon, 1901
- Maeota dorsalis Zhang & Maddison, 2012
- Maeota flava Zhang & Maddison, 2012
- Maeota galeanoae Galvis & Moreno, 2016
- Maeota glauca Galvis, 2015
- Maeota ibargueni Galvis, 2014
- Maeota serrapophysis (Chamberlin & Ivie, 1936)
- Maeota setastrobilaris Garcilazo-Cruz & Álvarez-Padilla, 2015
- Maeota tuberculotibiata (Caporiacco, 1955)

## Publication originale
- Simon, 1901 : Histoire naturelle des araignées. Paris, vol. 2, p. 381-668 (intégral).